# Sneek van A tot Z

## 0-9
11 Steden Fiets 4-daagse

## A
Advendo ·
Algemene Begraafplaats Sneek ·
Amicitia Theater ·
Antonius Ziekenhuis ·
Sint Antonius Ziekenhuis ·
Aquaduct De Geeuw ·
Aquaduct Houkesloot ·
Ayasofya Moskee ·
AV Horror

## B
Badmintoncombinatie Sneek '97 ·
Kerk Baptisten Gemeente ·
Algemene Begraafplaats Sneek ·
Joodse begraafplaats ·
Rooms-Katholieke Begraafplaats Sint Martinuskerk ·
Bekende Snekers ·
Bevrijdingsboom ·
Bibliotheek Sneek ·
Binnenstad ·
VV Black Boys ·
Sneker Bloednacht ·
Bogerman College ·
Bomenbuurt ·
Brandenburgh ·
Broerekerk ·
Burgemeester de Hooppark ·
Burgemeester Rasterhoffpark ·
Busstation Sneek

## C
C. Kan hal ·
Cellulaire Gevangenis ·
CineSneek

## D
De Domp ·
De Loten ·
De Vliegende Bal ·
De Waterpoort ·
Doopsgezinde kerk ·
Drabbelkoek ·
Drabbelterp ·
Duinterpen ·
Natuurpark Duinterpen ·
Dúvelsrak

## E
Het Eiland ·
ESBC Menhir

## F
11 Steden Fiets 4-daagse ·
Fit Door Sport ·
Flitsclub Sneek ·
Fluithuis ·
Fredehiem ·
Fries Scheepvaart Museum ·
Friese Poort ·
Friese Stoomtrein Maatschappij ·
Friesland College

## G
Aquaduct De Geeuw ·
Gebroeders Tjallema ·
Geeuwbruggen ·
Gedenksteen Synagoge ·
Gedenksteen voor Gesneuvelde Canadezen ·
Lijst van gemeentelijke monumenten in Sneek ·
Industrieterrein It Ges ·
Geschiedenis van Sneek ·
Goederenstation Sneek ·
Groendijkklooster ·
Groene dijk ·
Grote of Martinikerk

## H
Harinxmabrug ·
Harinxmaland ·
Harinxmalandpark ·
Hemdijk ·
Industrieterrein De Hemmen ·
Het Eiland ·
Burgemeester de Hooppark ·
AV Horror ·
Oude Hospitaalklooster ·
Hotel Ozinga ·
Industrieterrein Houkesloot ·
Houkesloot Aquaduct ·

## I
Ichtuskerk ·
Industrieterrein De Hemmen ·
Industrieterrein It Ges ·
Industrieterrein Houkesloot ·
It Rak

## J
Sint-Jansbergklooster ·
Kruisbroedersklooster Jeruzalem ·
Martini Jongenskoor Sneek ·
Joodse begraafplaats ·
Joods monument ·
Prinses Julianapark

## K
Kaatsland ·
Sector kanton ·
Kerk Baptisten Gemeente ·
Kleinzand 32 ·
Kleine Sneekweek ·
Kolmeersland ·
Pont Kolmeersland ·
Koninginnebrug ·
Koninklijke Watersportvereniging Sneek ·
Kruisbroedersklooster Jeruzalem ·
Krúsrak

## L
Laatste Stuiverbrug ·
Lankhorst ·
Sportpark Leeuwarderweg ·
Lemmerweg-Oost ·
Lemmerweg-West ·
Lemmerwegtunnel ·
Leeuwarderdijkklooster ·
Leeuwarderweg ·
Groep Lever ·
Lijst van bruggen in Sneek ·
Lijst van gemeentelijke monumenten in Sneek ·
Lijst van Snekers ·
Lijst van rijksmonumenten in Sneek ·
De Loten ·
Looxmagracht ·
LSC 1890 ·
LTC NOMI

## M
RSG Magister Alvinus ·
Martini Jongenskoor Sneek ·
Grote of Martinikerk ·
Sint-Martinuskerk ·
ESBC Menhir ·
Nationaal Modelspoor Museum ·
Nicolaas Molenaar sr. ·
Ayasofya Moskee ·
Musketiers ·
Stedelijk Muziekkorps Sneek

## N
Nationaal Modelspoor Museum ·
Natuurpark Duinterpen ·
Nederlandsche Tramweg Maatschappij ·
Neptunia '24 ·
Nieuw-Apostolische Kerk (J.W. Frisostraat) ·
Nieuw-Apostolische Kerk (Middelzeelaan) ·
Sneeker Nieuwsblad ·
LTC NOMI ·
Noord Nederlandse Tankopslag ·
Noorderhoek I ·
Noorderhoek II ·
Wijde Noorderhorne 1 ·
Noorderkerk ·
Noordoosthoek ·
Noyon (geslacht)

## O
Old Burger Weeshuis ·
ONS Sneek ·
Oorlogsmonument ·
Oosterkerk ·
Oppenhuizerbrug ·
Oude Hospitaalklooster ·
Hotel Ozinga

## P
Regiment Perthplein ·
Poiesz Supermarkten ·
Poieszboot ·
Pont Kolmeersland ·
Poort van Sneek ·
De Potten ·
Prinses Julianapark

## R
It Rak ·
Burgemeester Rasterhoffpark ·
Regiment Perthplein ·
Rooms-Katholieke Begraafplaats Sint Martinuskerk ·
RSG Magister Alvinus ·
Lijst van rijksmonumenten in Sneek ·
Rijwieltoerclub Rally

## S
Willem Santema ·
Fries Scheepvaart Museum ·
Schutterskamer ·
Sector kanton ·
Sint Antonius Ziekenhuis ·
Sint-Jansbergklooster ·
Sint-Martinuskerk ·
Sneek (voormalige gemeente) ·
Sneek (schip) ·
Sneek ·
Sneekermeer ·
Sneekermeerbus ·
Sneeker Mixed Hockey Club ·
Sneeker Nieuwsblad ·
Sneek Wit Zwart ·
Sneekweek ·
Sneker Bloednacht ·
Sneker Simmer ·
Sneker Sporthal ·
Sneker Vijfga ·
Snekers (taal) ·
Snekers (inwoners) ·
Sperkhem ·
Splash ·
Spoordok ·
Sportcentrum Schuttersveld ·
Sportpark Leeuwarderweg ·
Sportpark Noorderhoek ·
Sportpark Tinga ·
Sportpark VV Sneek Wit Zwart ·
Stadsfenne ·
Stadsgracht ·
Stadhuis van Sneek ·
Starteiland ·
Station Sneek ·
Station Sneek Noord ·
Stationsbuurt ·
Stedelijk Muziekkorps Sneek ·
Friese Stoomtrein Maatschappij ·
Synagoge ·
Gedenksteen Synagoge

## T
Tennishal Sneek ·
Tennispark Sneek ·
Thabor ·
Theater Sneek ·
Amicitia Theater ·
Tinga ·
Tinga-tunnel ·
Gebroeders Tjallema ·
Tonnemafabriek ·
Tolhús-tunnel ·
Tramlijn Sneek - Bolsward ·
Nederlandsche Tramweg Maatschappij ·
Twentsch Bierhuis

## V
VC Sneek ·
Vlag van Sneek ·
De Vliegende Bal ·
Volk in nood, eendacht groot ·
VV Black Boys ·
VV Waterpoort Boys

## W
Waltastins ·
Wapen van Sneek ·
De Waterpoort ·
Waterpoort ·
VV Waterpoort Boys ·
Waterstad FM ·
Watertoren ·
Witte Kerkje ·
Wonderbrug ·
Woudvaartbrug ·
Wijde Noorderhorne 1 ·
Wijken en buurten in Sneek ·
Wilhelminapark

## Z
Antonius Ziekenhuis ·
Sint Antonius Ziekenhuis ·
Zuiderkerk ·
Zwettebos ·
Zwetteplan